# 魯德卡 (克列梅涅茨區)
50°2′30″N 25°39′16″E / 50.04167°N 25.65444°E
魯德卡（烏克蘭語：Рудка），是烏克蘭的村落，位於該國西部捷爾諾波爾州，由克列梅涅茨區負責管轄，面積1.09平方公里，2001年人口662，人口密度每平方公里605.1人。